# انوکساسین
انوکساسین(به انگلیسی: Enoxacin)  یک ماده آنتی‌بیوتیک فلوروکینولونی وسیع الطیف خوراکی است که در معالجه عفونت‌های دستگاه ادراری و سوزاک استفاده می‌شود. بی خوابی عارضه جانبی شایع این دارو است.   این آنتی بیوتیک دیگر در ایالات متحده عرضه نمی‌شود. 

## یادداشت
1. ↑  با نام‌های تجاری زیر عرضه می‌شود: Almitil, Bactidan, Bactidron, Comprecin, Enoksetin, Enoxen, Enroxil, Enoxin, Enoxor, Flumark, Penetrex, Gyramid, Vinone.

## مطالعه بیشتر
- Patel, SS; Spencer, CM (January 1996). "Enoxacin: a reappraisal of its clinical efficacy in the treatment of genitourinary tract infections". Drugs. 51 (1): 137–60. doi:10.2165/00003495-199651010-00009. PMID 8741236..